# Jean-Paul Bourelly
Jean-Paul Bourelly (* 23. listopadu 1960) je americký jazzový kytarista. Narodil se v Chicagu jako syn americké matky a haitského otce. Nejprve hrál na klavír a bicí, ke kytaře přešel ve svých čtrnácti letech. Roku 1979 se odstěhoval do New Yorku. Své první vlastní album nazvané Jungle Cowboy vydal v roce 1987 (vydavatelství JMT Records). Během své kariéry spolupracoval s mnoha dalšími hudebníky, mezi něž patří například McCoy Tyner, Miles Davis, Julius Hemphill, Cassandra Wilsonová a Muhal Richard Abrams.